# Pianosonate nr. 9 (Prokofjev)
De Pianosonate nr. 9 in C majeur, opus 103 is een compositie van de Russische componist Sergej Prokofjev. Prokofjev componeerde het werk in 1947.
De sonate bestaat uit vier delen:
1. Allegretto
2. Allegro strepitoso
3. Andante tranquillo
4. Allegro con brio, ma non troppo presto

## Geschiedenis
Prokofjevs negende sonate blijft tot op de dag van vandaag zijn minst succesvolle. Prokofjev ging qua sfeer in deze sonate weer terug naar de intiemere vierde uit 1917 en liet de sfeer van de sonates zes, zeven en acht - de zogenaamde "Oorlogssonates" - achter zich.
Prokofjev droeg het werk op aan Sviatoslav Richter. De pianosonate zou Prokofjevs laatst voltooide pianowerk worden.

## De pianosonate
De beschaafde lyrische en simpelere componeerstijl van zijn eerdere sonates liet Prokofjev in dit werk terugkomen. Dit is te horen aan gebruikte technieken als diatoniek, simpele ritmes en geestige harmonische en cadenza-achtige passages die in overvloed aanwezig zijn.
Het eerste deel is geschreven in sonatevorm. Het tweede deel is een scherzo met virtuoze passages. Het Andante tranquillo is meer lyrisch en melodisch van aard. Het laatste deel is energetisch en lichtvoetig geschreven in een rondovorm met virtuoze passages en bevat een aantal pianotechnische hoogstandjes.